# メケンニル
メケンニル（Meka'enile）は、エリトリア・セメナウィ・ケイバハリ地方南部の村で、ブリ半島西部にありズラ湾に面した海岸線を持つ。ゲレーロ地区に属する。メケンニルは他にMacannile,Macalille,Macanilleとも綴られる。また、メケンヴィルと呼ばれることもあり、その場合Macanvilleと綴られる。北緯15度17分0秒、東経39度48分0秒。標高1m。